# Кастиленти
Кастилѐнти (на италиански: Castilenti) е село и община в Южна Италия, провинция Терамо, регион Абруцо. Разположено е на 272 m надморска височина. Населението на общината е 1585 души (към 2010 г.).